# 맥용 마이크로소프트 오피스 2019
맥용 마이크로소프트 오피스 2019(영어: Microsoft Office for Mac 2019)은 마이크로소프트에서 2018년 여름에 출시된 맥용 오피스이다. 맥용 마이크로소프트 오피스 2016의 후속 버전이다. 2015년 7월 9일에는 마이크로소프트 오피스 365 구독자에게 공개되었다. 윈도우즈용과 동시출시될 예정이며 구성품은 워드,엑셀,파워포인트,아웃룩, (원노트)등이 있다.

## 같이 보기
- 마이크로소프트 오피스 2019